# Laura Delli Colli
Laura Delli Colli (Roma, 20 agosto 1954) è una giornalista e scrittrice italiana, autrice di molti libri dedicati al cinema e ai suoi protagonisti.

## Biografia
Figlia di Franco Delli Colli, e nipote di Tonino, entrambi storici direttori della fotografia del cinema italiano, Laura Delli Colli si diploma al liceo classico Terenzio Mamiani di Roma nel 1972 e si iscrive alla facoltà di Lettere Moderne alla Sapienza.
Giornalista professionista dal gennaio 1977, oggi lavora come freelance, fuori dalle redazioni. Si specializza subito nel campo dello spettacolo e del costume, conducendo inchieste ed interviste, prima come cronista d'agenzia, dove comincia da stagista, appena diplomata, nel settembre 1972 poi a la Repubblica, dove viene chiamata a collaborare fin dai numeri zero, scrivendo infine su Panorama, come inviato speciale. Segue da sempre le cronache della tv, scrivendo di programmi e, moltissimo, di politica radiotelevisiva
Dal 1984 è anche autrice di molti libri: Dadaumpa", Album dei Trent'anni di televisione in Italia, poi Fare Cinema (1985); quindi una biografia di Monica Vitti, con la quale, nel 1990, vince il Premio Castiglioncello per la saggistica; infine, con Mimmo Ugliano, Notorius. Personaggi in cerca di popolarità (1995).
Nel 2002 inaugura la fortunatissima serie Il gusto del cinema italiano, che diventa un piccolo fenomeno editoriale, lanciando la moda letteraria della cucina ispirata al cinema. Da allora in poi come un vero e proprio almanacco la collana diventa un appuntamento annuale in libreria.
Laura Delli Colli è anche autrice di: Eur, si gira. La storia e l'immagine di un set unico al mondo, fra cinema, architettura, fiction e pubblicità (2006); L'indice dei famosi. Vent'anni di celebrità. I nuovi miti della TV, del cinema e dello sport, (2007); Eur, è cinema, (2008).
Dal 2003 è Presidente del Sindacato Nazionale Giornalisti Cinematografici Italiani (SNGCI) l'organismo che, dal 1946, assegna annualmente il Nastro d'argento ai film, agli attori, agli autori e agli operatori del cinema italiano. Alla Delli Colli è affidata la direzione della manifestazione. Laura Delli Colli ha organizzato an altresì gli Incontri Internazionali del Cinema di Sorrento.
Nel 2011 la rete televisiva Arturo le dedica un'intera puntata della trasmissione Passepartout, ospite a sorpresa, condotta da Laura Lattuada, fa parte della giuria del Premio Fregene e ottiene il riconoscimento alla Professionalità al Trailers FilmFest di Catania 2011. Il 17 dicembre è eletta per la quarta volta consecutiva Presidente del SNGCI.

## Opere
- Dadaumpa: storie, immagini, curiosita e personaggi di trent'anni di televisione in Italia, Roma, Gremese, 1984, ISBN 88-7605-104-X.
- Fare Cinema: Le arti, i mestieri e le tecniche del set, Roma, Gremese, 1985, ISBN 88-7605-221-6.
- Les Metiers du cinema, Paris, Liana Levi, 1986.
- Monica Vitti, Roma, Gremese, 1987, ISBN 88-7605-268-2.
- Laura Delli Colli, Giulio Veggi, Giorgio Albertazzi, Firenze: gente angoli, calcio storico, luci, Vercelli, White Star, 1988.
- Venezia, Vercelli, White Star, 1989.
- Laura Delli Colli, Mimmo Ugliano, Notorius: personaggi in cerca di popolarità, Milano, Lupett, 1995, ISBN 88-86302-45-2.
- Roma: immagini, ricordi e suggestioni, Vercelli, White Star, 1995, ISBN 88-8095-018-5.
- Il gusto del cinema italiano in 100 ricette, Roma, Elleu multimedia, 2002, ISBN 88-7476-070-1.
- Il gusto del cinema internazionale in 100 ricette, Roma, Elleu multimedia, 2003, ISBN 88-7476-069-8.
- The taste of Italian cinema in 100 recipes, Roma, Elleu Multimedia, 2003.
- La Storia dello sceneggiato televisivo, Roma, Elleu Multimedia, 2004, ISBN 88-7476-262-3.
- Laura Delli Colli (a cura di), EUR, si gira: tra cinema, architettura, fiction e pubblicità la storia e l'immagine di un set unico al mondo, Milano, Lupetti, 2005, ISBN 88-8391-166-0.
- Il gusto del cinema italiano in 100 e più ricette, Roma, Cooper, 2007, ISBN 978-88-7394-069-2.
- Il gusto del cinema internazionale in 100 e più ricette, Roma, Elleu multimedia, 2007, ISBN 978-88-7394-070-8.
- Laura Delli Colli, Mimmo Ugliano, L'indice dei famosi. Vent'anni di celebrità: i nuovi miti della tv, del cinema, dello sport, Milano, Franco Angeli, 2007, ISBN 978-88-464-8179-5.
- Ferzan Ozpetek  - Ad occhi aperti, Milano, Electa Mondadori, 2008, ISBN 88-370-6830-1.
- Eur è cinema, Roma, Palombi, 2008, ISBN 978-88-6060-159-9.
- Il gusto del cinema. Almanacco 2008, Roma, Cooper, 2008, ISBN 978-88-7394-112-5.
- Il gusto del cinema. Almanacco 2009-2010, Roma, Cooper, 2009, ISBN 978-88-7394-127-9.
- Il gusto del cinema. Almanacco 2010-2011, Roma, Cooper, 2010, ISBN 978-88-7394-169-9.
- Fulvio Lucisano, sotto il segno del cinema, Roma, Edizioni Sabinae, 2018.
- Monica. Vita di una donna irripetibile, Roma, Rai Libri, 2022, ISBN 9788839718433

## Filmografia
- Handmade Cinema con Guido Torlonia (autrice)